# Piotr Młodożeniec
Piotr Młodożeniec (ur. 17 lipca 1956 w Warszawie) – polski grafik, malarz, rysownik, ilustrator, autor animowanych filmów.

## Życiorys
Absolwent  II Liceum Ogólnokształcącego im. Stefana Batorego w Warszawie (matura 1975) oraz Akademii Sztuk Pięknych w Warszawie. Dyplom uzyskał w pracowni plakatu Henryka Tomaszewskiego. Tworzył znaki graficzne i ulotki dla „Solidarności”. Wraz z Markiem Sobczykiem założyciel firmy „Reklama Zafryki” specjalizującej się w grafice użytkowej i plakatach. Także współtwórca Szkoły Sztuki.
Syn Jana Młodożeńca. Brat Stanisława.
W 2001 zaprojektował znak Coexist na zamówienie Museum of the Seam w Jerozolimie, który został wykorzystany przez grupę U2 jako centralny znak scenografii trasy koncertowej w 2005 roku. Zaprojektował także grafiki na ścianach zatorowych trzech stacji, drugiej linii metra w Warszawie (obok Wojciecha Fangora, który był autorem grafik innych stacji).
Współpracował z wydawnictwem Staromiejskiego Domu Kultury przy opracowaniu graficznym publikacji.
Stworzył filmy animowane "Futurofobnia" i "Hymn pokoju" zrealizowane do poezji dziadka Stanisława Młodożeńca.

## Wybrane wystawy
- 2017 - "Małe wielkie prace Młodożeńców", Muzeum Kinematografii w Łodzi,
- 2016 - wystawa w restauracji Do widzenia do jutra, Warszawa,
- 2009 - "Plakaty 2000-90", Państwowa Galeria Sztuki w Sopocie,
- 2009 - "Plakaty", Mimar Sinan University, Stambuł, Turcja,
- 2008 - "Malarstwo", Galeria Entropia, Wrocław,
- 2008 - "Republika bananowa. Ekspresja lat 80", Wrocławska Galeria Sztuki, Zamek Książ,
- 2007 - Visual Poetry (z Janem), Chennai, Lucknow Indie;
- 2007 - Plakaty, Galeria Krytyków Pokaz, Warszawa,
- 2006 – Kinematograf, Galeria Zderzak, Kraków
- 2005 - Jurorzy 2. Międzynarodowego Biennale Sztuk Wizualnych, Lublana, Słowenia
- 2003 - La poesia util , Museu D'art Contemporani D'Eivissa, Ibiza, (z Janem i Stanisławem Młodożeńcami)
- 2002 – zafryki w parku Zwezda, Lublana, Słowenia,
- 2000 - "Grafiki Zafryki", Galeria Teatru Rozmaitości, Warszawa,
- 2000 - "Zafryki", Agencja Reklamowa d'Arcy, Warszawa,
- 1999 - Stanisław i Piotr Młodożeniec, Państwowa Galeria Sztuki, Sopot,
- 1999 - "Nowy Świat", Centrum Sztuki Współczesnej Zamek Ujazdowski, Warszawa
- 1998 - "Grafiki zafryki", DDD Gallery, Osaka, Japonia,
- 1996 - "Kunst in der Neuen Messe" (jako Zafryki), Lipsk
- 1996 - "Malarstwo", Zamek w Reszlu,
- 1996 - "Ruchome obrazy", Galeria Zderzak, Kraków,
- 1995 - "Piłka do metalu" (z Tristanem Wolskim), Szkoła Sztuki, Warszawa,
- 1994 - "Signiert Młodożeniec" (z ojcem Janem i Stanisławem Młodożeńcami), Polski Instytut Kultury, Berlin,
- 1994 - "Stach&Piotr Paintings" (ze Stanisławem Młodożencem), Stefania Gallery, Nowy Jork,
- 1994 - "Stach&Piotr Paintings" (ze Stanisławem Młodożencem), A.G. Ornoch Gallery, Toronto,
- 1994 - "Młodożency" (z Janem i Stanisławem Młodożeńcami), Muzeum im. Xawerego Dunikowskiego Królikarnia. Oddział Muzeum Narodowego w Warszawie,
- 1987 - Galeria Młodych, Warszawa,
- 1986 - Galeria Promocyjna, Warszawa,
- 1984 - Galeria Forma, Warszawa.

## Nagrody
- 1993 – Grand Prix na Festiwalu Plakatu w Chaumont[2]
- 1998 – srebrny medal na 16. Międzynarodowym Biennale Plakatu w Wilanowie[2]